# Walter Chiari

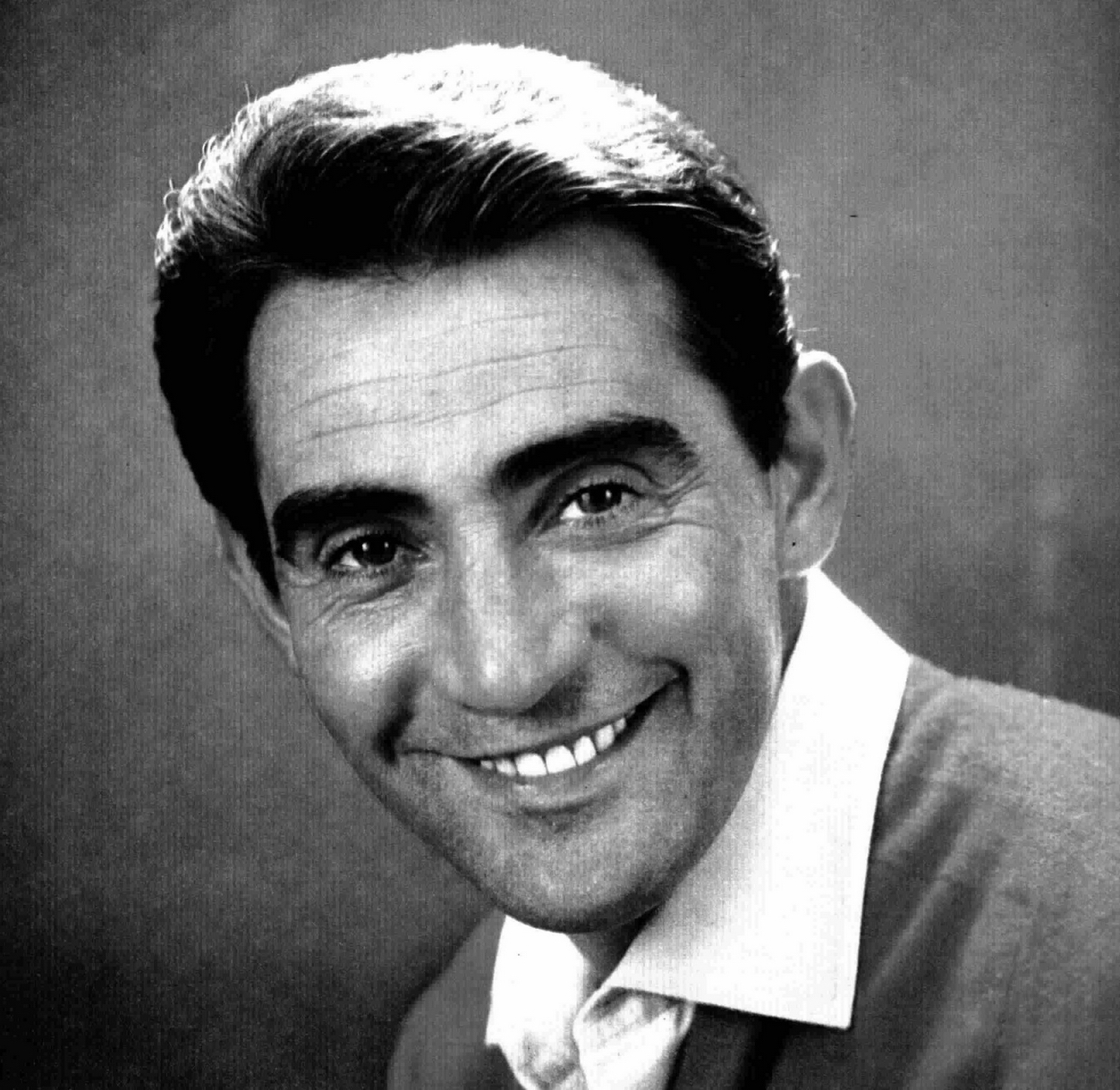
Walter Chiari, 1964

Walter Chiari (eigentlich Walter Annicchiarico; * 2. März 1924 in Verona; † 20. Dezember 1991 in Mailand) war ein italienischer Schauspieler, Komiker und Fernsehmoderator.

## Biografie

### Herkunft und Jugend
Chiari entstammt einer apulischen Familie, die kurz nach seiner Geburt von Verona nach Mailand zog.

### Beginn der Karriere
Chiari schrieb eine wöchentliche Kolumne für die Zeitschrift „L’Orizzonte“, die in einer Auflage von fünfzigtausend Exemplaren erschien, die er mit Ugo Tognazzi verfasste, daneben arbeitete er für die Sendung „Radiofante“, die in Mailand für Soldaten der Italienischen Sozialrepublik ausgestrahlt wurde. Es ist nicht bekannt, dass Chiari an den Kämpfen teilgenommen hätte, die auf die Landung in der Normandie folgten.
Nach der Befreiung war er kurze Zeit Gefangener im Lager Coltano, in der Nähe von Pisa. Im Januar 1944 ging er mit Freunden in das Teatro Olimpia nach Mailand zu einem Abend für Amateurdarsteller, wo er mit zwei Sketchen das Publikum begeistern konnte. 1946 bekam er seine erste große Theaterrolle durch die Vermittlung Marisa Marescas im Stück „Se ti bacia Lola“. Damit begann eine lange Karriere auf Revuebühnen, die Chiari nicht nur seinem guten Aussehen, sondern vor allem seiner Fähigkeit zur Improvisation verdankt. Er trat in „Simpatia“, „Allegro“ und „Burlesco“ auf. Im Jahr 1950 wurde er der Hauptdarsteller in „Gildo“ neben Miriam Glori, im Folgejahr sah man ihn in „Sogno di un Walter“ mit Carlo Campanini  und Dorian Gray, und im Jahr 1952 bestätigte er den Erfolg mit „Tutto fa Broadway“ neben Lucy D’Albert und erneut Campanini.
Darüber hinaus trat er 1953 und im darauf folgenden Jahr als Songwriter für „Controcorrente“ und „Saltimbanchi“ in Erscheinung.

### Spätere Jahre
Chiari war in den 1950er und 1960er Jahren ein bekannter Vertreter des Jet-Sets in Rom. Er spielte an der Seite von Anna Magnani in Luchino Viscontis Bellissima (1951). Da er keine Probleme mit der englischen Sprache hatte, trat er auch in US-Produktionen auf. Er spielte zum Beispiel in Otto Premingers Bonjour Tristesse (1958) und trat auch 1961 am Broadway auf, im Musical The Gay Life. Während er mit Ava Gardner in Die kleine Hütte (Regie Mark Robson, 1957) drehte, hatte er mit der damals noch mit Frank Sinatra verheirateten Kollegin eine schlagzeilenträchtige Affäre. 1970 war er wieder in den Schlagzeilen, als er wegen Kokainbesitzes öffentlichkeitswirksam 70 Tage in Untersuchungshaft genommen wurde. Da seine Drogensucht (wie die vieler anderer Schauspieler und Prominenter) ansonsten von den Behörden geduldet wurde, sah man darin auch einen Versuch, von den erfolglosen Ermittlungen im Fall des Bombenanschlags auf der Piazza Fontana in Mailand abzulenken. Beim Gerichtsverfahren kam er zwar glimpflich davon, seine Karriere erholte sich aber nicht mehr und Auftritte im italienischen staatlichen Fernsehen waren ihm verwehrt. Chiari konzentrierte sich auf seine Theaterarbeit. 1972 hatte er eine Rolle in dem Mafiafilm Die Valachi Papiere von  Terence Young. Er starb 1991 an einem Herzanfall.

## Filmografie (Auswahl)
- 1950: Süßer Reis (L'inafferrabile 12)
- 1951: Bellissima (Bellissima)
- 1951: O.K. Nero (O.K. Nerone)
- 1951: Zorro, der Held (Il sogno di Zorro)
- 1952: Ein Auto macht noch keinen Millionär (Cinque poveri in automobile)
- 1953: Drei Sünderinnen (Un giorno in pretura)
- 1953: Ring frei für die Liebe (Era lei che voleva...)
- 1954: In den Klauen der Vergangenheit (Avanzi di galera)
- 1955: Ein Haus voller Unschuldslämmer (Accadde al penitenziario)
- 1956: Donatella – Junge Liebe in Rom (Donatella)
- 1957: Die kleine Hütte (The Little Hut)
- 1958: Bonjour Tristesse
- 1958: Sei helle, bleib Junggeselle (Gli zitelloni)
- 1959: Überraschungen in der Liebe (Le sorprese dell'amore)
- 1960: Un dollaro di fifa
- 1960: Luxusweibchen (Femmine di lusso)
- 1961: I magnifici tre
- 1962: Due contro tutti
- 1962: Schlüssel zum siebten Himmel (L'attico)
- 1962: Wiedersehen für eine Nacht (La rimpatriata)
- 1963: Gli eroi del West
- 1964: Der Donnerstag (Il giovedì)
- 1964: Frivole Spiele (Se permettete parliamo di donne)
- 1964: I gemelli del Texas
- 1965: Scharfe Sachen für Monsieur (Le corniaud)
- 1965: Made in Italy
- 1965: Falstaff
- 1969: Monte Carlo Rallye (Monte Carlo or Bust!)
- 1972: Die Valachi Papiere (Joe Valachi)
- 1975: Zig Zig
- 1977: Ride bene… chi ride ultimo (& Regie)
- 1984: Romanze (Romance)
- 1989: Die Verlobten (I promessi sposi) (TV-Miniserie)